# Dahlgren (Virginia)
Dahlgren is een plaats (census-designated place) in de Amerikaanse staat Virginia, en valt bestuurlijk gezien onder King George County.

## Demografie
Bij de volkstelling in 2000 werd het aantal inwoners vastgesteld op 997.

## Geografie
Volgens het United States Census Bureau beslaat de plaats een oppervlakte van
2,9 km², geheel bestaande uit land. Dahlgren ligt op ongeveer 44 m boven zeeniveau.

## Plaatsen in de nabije omgeving
De onderstaande figuur toont nabijgelegen plaatsen in een straal van 24 km rond Dahlgren.